# Peergroup
Eine Peergroup (von englisch peer ‚Ebenbürtiger, Gleichgestellter oder -altriger‘) ist eine soziale Gruppe mit großem Einfluss, der sich ein Individuum zugehörig fühlt. Die Peergroup ist insbesondere im Jugendalter von Bedeutung. Dort ergibt sich das Gefühl der Zugehörigkeit oft durch eine Altersgleichheit. Auch Entwicklungsstand, Kompetenzen, Interessen oder andere Merkmale können Peergroups stiften. Generalisiert wird Peergroup für eine Freundesgruppe mit großem Einfluss gebraucht. Der Begriff wird erziehungswissenschaftlich und soziologisch verwendet. Psychologisch kann eine Peergroup als Ersatz für die Familie dienen und zur Stabilisierung der Persönlichkeit beitragen. Die Peergroup definiert beispielsweise Standards des Verhaltens und schafft Vorbilder.

## Jugendsoziologie

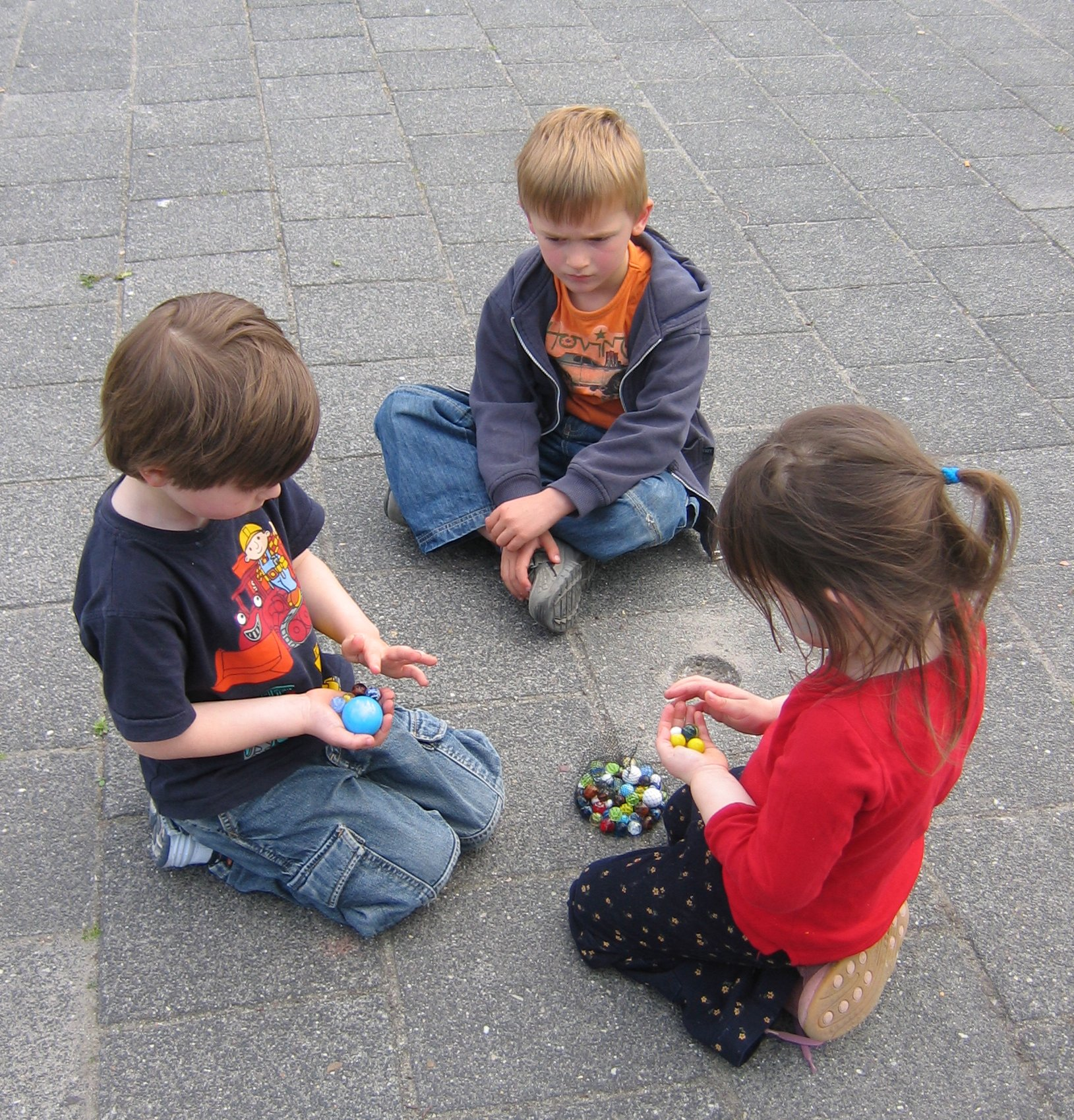
Gleichaltrige beim Spielen

Peergroup geht als Fachbegriff aus der Soziologie, Pädagogik und Sozialpädagogik zurück auf Charles H. Cooley (1864–1929), der das Konzept der Primärgruppen entwickelte. Peer-Gruppen bezeichnen in der heutigen Fachliteratur Bezugsgruppen, die sich aus Menschen ähnlichen Alters zusammensetzen und deren Mitglieder ein freundschaftliches Verhältnis verbindet. Diese Bezugsgruppen könnten auch als Cliquen umschrieben werden, was vor allem die elementare Bedeutung im Jugendalter verdeutlicht, oder als Freundeskreis benannt werden, was die Präsenz der Peer-Gruppen im Alltag eines jeden Menschen herausstellt. Peer-Gruppen charakterisieren sich weniger durch das gemeinsame Lebensalter ihrer Mitglieder, als durch das für die Austauschprozesse konstitutive Prinzip der Gleichrangigkeit. Es ist daher für jede Interaktion in Peer-Gruppen von entscheidender Bedeutung, dass sie sich aus Mitgliedern zusammensetzt, die sich auf Augenhöhe begegnen und sich in Wissen, Können und Entscheidungsbefugnissen nicht nennenswert unterscheiden.
Der Begriff fasst die Beobachtungen zusammen, dass besonders im Kindes- und Jugendalter die Orientierung der Individuen an Gruppenstandards stärker an Menschen ähnlichen Alters als an den eigenen Eltern stattfindet und dass auch später die Ansichten eines Menschen häufig von den Menschen der unmittelbaren Umgebung geprägt werden. Als Peergroup gelten Gruppen mit Mitgliedern meist auch ähnlicher sozialer Szene. Gleichaltrige, z. B. Mitschüler einer Klasse, heißen im Englischen age mates.
Jugendliche neigen dazu, die Zeit mehr mit ihren Peers zu verbringen als mit Erwachsenen. Auch in den Gesprächsthemen gibt es Unterschiede. Während Heranwachsende mit Gleichgesinnten über Geschlechtsverkehr und andere Beziehungen innerhalb der Peers sprechen, reden sie mit den Eltern über die Schule und Karriere. Kinder treten lieber solchen Peergroups bei, die sie akzeptieren, auch wenn sie dort Konflikten ausgesetzt sind.
Peergroups sind als Instanz informeller Bildung und Sozialisation zu definieren und dienen unter anderem zur Emanzipation vom Elternhaus. Die Jugendlichen „üben“ soziale Muster gemeinsam mit ihren Freunden, die meist aus einer ähnlichen Altersgruppe stammen, erproben untereinander soziale Verhaltensweisen. Peers sind sozusagen ein Spielfeld, auf dem es möglich ist, eigene Grenzen auszutesten, den Umgang mit anderen zu lernen, den Übergang ins Erwachsensein zunächst im geschützten Raum der Freunde zu erfahren. Darüber hinaus dienen sie auch dem gegenseitigen Austausch zum Beispiel über Probleme. Besonders bei bestehenden Konflikten mit dem Elternhaus können diese Gruppen zu Bezugsgruppen für die Heranwachsenden werden und einen dominierenden Einfluss ausüben. In einem problematischen Umfeld können Peergroups Jugendliche zu gewalttätigen Handlungen, Drogenkonsum und Risikoverhalten veranlassen und über Aufnahmerituale, Mutproben und Erpressungen einen schädigenden Einfluss besonders auf wenig selbstbewusste Jugendliche ausüben. In der Sozialarbeit wird über Streetwork versucht, einen Zugang zu Peergroups (Banden, Gruppenangehörige) zu erhalten und präventiv, erzieherisch und kontrollierend einzuwirken.
Ein gängiger sozialpädagogischer Arbeitsansatz, um Bildungs- und Sozialisationsprozesse in Peer-Gruppen gezielt initiieren zu können, sind die sogenannten Peer-Education-Strategien bzw. Peer-Erziehung, die als eine Form personal-kommunikativer Prävention angesehen werden kann. Dieses Konzept entstand Mitte der 1970er Jahre in den Vereinigten Staaten und Großbritannien, wo es vorwiegend in der Gesundheits- und Sexualerziehung genutzt wurde.
Während die Eltern einen Erziehungsauftrag besitzen und die Machtverhältnisse zwischen Kind und Eltern asymmetrisch sind, sind Beziehungen zu Gleichaltrigen freiwillig und symmetrisch. Das Wohnumfeld der Eltern bestimmt Umfang und Art der Peergroup.

## Interessengruppe
Der Begriff Peergroup wird auch gleichbedeutend für „Interessengruppe“ verwendet. Teilnehmer einer Ausbildungs-, Lern- oder Arbeitsgruppe (Peer-Education) werden oft als Peergroup bezeichnet, sie praktizieren das peer learning. Sie können sozial durchaus unterschiedlichen Gruppen angehören, sind aber für eine bestimmte Zeit durch gleiche Interessen miteinander verbunden. In der Lerndidaktik (handlungsorientiertes Lernen) haben Peergroups einen besonderen Stellenwert, weil ähnliche Interessen eine lernfördernde Gruppendynamik erzeugen.

## Kapitalmarkt
Am Kapitalmarkt wird eine Peergroup oder Peer-Group im Allgemeinen eine Gruppe von Unternehmen bezeichnet, die hinsichtlich bestimmter wirtschaftlicher Merkmale vergleichbar sind. Beispielsweise wird ein Unternehmen mit einer Gruppe von gleichwertigen Unternehmen hinsichtlich Branche, Größe und Tätigkeit verglichen, um dieses bewerten zu können. Eine Peergroup kann einem einzelnen Fonds gegenübergestellt werden, um seine Performance gegenüber den anderen Fonds aus der Peergroup zu bewerten.

### Hochschulschriften
- Kai-Christian Koch: Peerbeziehungen im Grundschulalter: eine soziometrische Zeitwandelstudie im 25-jährigen Vergleich 2005, DNB 976560836 (Dissertation Universität Bielefeld 2005, 253 Seiten Volltext online PDF, kostenfrei, 253 Seiten, PDF 5,6 MB).